# 石川久兵衛
石川 久兵衛（いしかわ きゅうべえ、1869年8月3日（明治2年6月26日） - 1935年（昭和10年）1月13日）は、日本の政治家。衆議院議員（1期）。

## 経歴
愛知県出身。麩製造業を営む。名古屋市会議員、愛知県会議員、同市部会議長となる。
1930年の第17回衆議院議員総選挙において愛知1区から立憲民政党公認で立候補して当選し、衆議院議員を1期務めた。1932年の第18回衆議院議員総選挙には出馬しなかった。1935年死去。